# 居房
居房（きょぼう、英: person cell）とは、拘置施設や行刑施設において収容者を収容するための部屋。居房には定員が一人の独居房（single-person cell）と定員が二人以上の雑居房（multi-person cell）がある。ただし、収容する人員が定員を超える人員をやむを得ず収容する場合は独居房に複数人を収容することもある。

## 日本
日本の現行の法制度では受刑者などの収容者が起居する部屋のことは居室という。また、定員が一人で収容者を単独で収容する居室は単独室、複数の収容者を収容する居室は集団室と呼んでいる。

## イギリス
イギリスの行刑施設では受刑者の居房は原則として独居房とされているが、過剰拘禁でやむを得ず独居房に2人の受刑者が収容されることもある。

## フランス
フランスの行刑施設では夜間独居拘禁が原則であるが、過剰収容状態にある場合には例外的に雑居拘禁も行われている。

## ドイツ
ドイツ行刑法では受刑者は休息時間は単独で収容するとされているが、受刑者が援助を必要とし又は受刑者の生命若しくは健康に対する危険が存在する場合には雑居拘禁が認められている。